# Industrial metal
Industrial metal là một thể loại âm nhạc chịu sự ảnh hưởng từ industrial dance music, thrash metal và hardcore punk, sử dụng những đoạn riff metal lập lại, sample, bộ tổng hợp hoặc "sequencer" (bộ sắp xếp dãy), và giọng hát bị biến âm. Những nghệ sĩ industrial metal đầu tiên gồm Ministry, Godflesh, và KMFDM.
Industrial metal phát triển vào cuối thập niên 1980, nhờ industrial và heavy metal bắt đầu kết hợp thành một thể loại chung. Vào những năm đầu thế kỷ XXI, những ban nhạc trong giới black metal bặt đầu kết hợp những yếu tố của nhạc industrial. Industrial metal phổ biến vào thập niên 1990, điển hình tại Bắc Mỹ, với sự thành công của các nhóm như Nine Inch Nails. Phong trào âm nhạc này bắt đầu lụi tàn vào nửa sau thập niên 1990.

## Lịch sử

### Thời kỳ đầu
Dù guitar điện đã được dùng bởi những nghệ sĩ industrial từ những ngày đầu tiên, song các nhóm điển hình như Throbbing Gristle lại thể hiện thái động tiêu cực với nhạc rock. Ban nhạc post-punk nước Anh Killing Joke tiên phong làm cầu nối giữa hai thể loại, và có ảnh hưởng lên nhiều các industrial metal nổi danh như Ministry, Godflesh, và Nine Inch Nails. Một nhóm industrial rock tiên phong khác, Big Black, cũng tác động lên các nhóm sau đó.
Tới cuối thập niên 1980, industrial và heavy metal bắt đầu được kết hợp thành một thể loại chung, với EP đầu tay của Godflesh và The Land of Rape and Honey của Ministry. Godflesh được thành lập bởi cựu thành viên Napalm Death là Justin Broadrick. Chịu nhiều nguồn ảnh hưởng khác nhau — từ nhóm power electronics Whitehouse, ban nhạc noise rock Swans, người tiên phong nhạc ambient Brian Eno đến ông tổ heavy metal Black Sabbath—the Godflesh sound was once described as "Pornography-era Cure on Quaaludes". Dù không phải top-seller, Godflesh trở thành một nghệ sĩ giàu ảnh hưởng, và tên họ được nhắc tới bởi Korn, Metallica, Danzig, Faith No More, và Fear Factory.
Ministry xuất phát từ giới nhạc xung quanh Wax Trax! Records, một hãng đĩa Chicago tập trung vào nhạc industrial. Ministry thử sức lần đầu với guitar rock trong thời kỳ thu The Land of Rape and Honey tại Southern Studios, London.

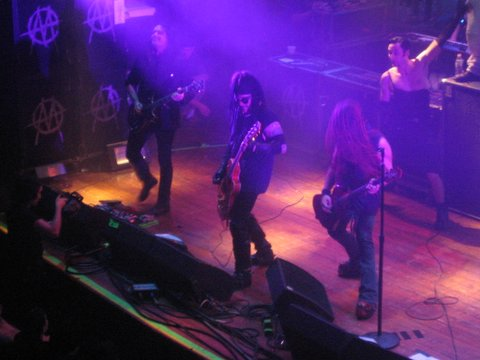
Al Jourgensen with Revolting Cocks

Al Jourgensen (trưởng nhóm Ministry) rất chú ý đến thrash metal. Sau khi phát hành Land, ông chiêu mộ tay guitar Mike Scaccia của nhóm thrash Texas Rigor Mortis. Có một lần, Jourgensen nói với báo chí rằng Sepultura là ban nhạc yêu thích của ông. Ông cũng thể hiện mong muốn được sản xuất một album cho Metallica. Sự quan tâm của Jourgensen đến nhạc điện tử thiên hướng dance không hoàn toàn mờ nhạt, tuy nhiên; dự án phụ Revolting Cocks của ông cùng Richard 23 của Front 242 lại mang tính electronic body music hơn.
Ban nhạc Đức KMFDM là một nghệ sĩ nổi bật khác. Dù không hâm mộ metal, trưởng nhóm Sascha Konietzko của KMFDM lại "mê đắm việc nhại lại những cú lick metal" xuất phát từ những thử nghiệm trên máy sampler Emax của E-mu vào cuối năm 1986.
Nine Inch Nails, một "one-man-band" thành lập bởi Trent Reznor, đưa thể loại này đến đại chúng với EP Broken và The Downward Spiral, đồng thời có buổi biểu diễn đột phá tại Woodstock '94. Tiểu văn hóa rivethead cũng phát triển vào thời gian này, cùng với một tiểu thể loại được gọi là "coldwave", gồm những ban nhạc Chemlab, 16 Volt, và Acumen Nation. Vài nhóm electro-industrial phối hợp kỹ thuật của industrial metal, gồm Skinny Puppy (Rabies), và Front Line Assembly.